# Estádio Milton Corrêa
Das Estádio Milton Corrêa, auch bekannt als Zerão (von portugiesisch zero: Null), ist ein Fußballstadion mit Leichtathletikanlage in Macapá, der Hauptstadt des brasilianischen Bundesstaates Amapá. Üblicherweise wird es für die Fußballvereine Amapá Clube, EC Macapá, Trem DC und Ypiranga Clube genutzt. Die Anlage trägt den Namen von Milton de Souza Corrêa, einem früheren Präsidenten des Fußballverbandes von Amapá (Federação Amapaense de Futebol) und bietet 13.680 Plätze.
Der Spitzname des Bauwerks, Zerão, rührt daher, dass die Mittellinie des Spielfelds exakt mit der Äquatorlinie koinzidiert, zumindest nach einem in Brasilien gebräuchlichen geodätischen Referenzsystem (nicht gemäß WGS84), wodurch jede Mannschaft ihre Spielhälfte in einer Hemisphäre bezieht. Laut WGS84-Definition verläuft der Äquator jedoch durch die Südtribüne, sodass das Spielfeld selbst komplett in der nördlichen Hemisphäre liegt. Seit 2007 waren keine Spiele mehr ausgetragen worden; nach einer Renovierungsphase wurde die Sportstätte am 15. Februar 2014 wiedereröffnet. Dabei spielte die Staatsauswahl Amapás gegen die des Bundesstaates Rio de Janeiro, wobei einige große Namen des brasilianischen Fußballs zugegen waren.